# Dagoberto Portillo
Dagoberto Portillo Gamero (San Salvador, 16 de novembro de 1979) é um ex-futebolista salvadorenho que atuava como goleiro.

## Carreira
Iniciou sua carreira profissional em 1999, no Alianza, onde teve 2 passagens (1999 a 2001 e 2006 a 2008) antes de ser contratado pelo Luis Ángel Firpo em 2001.
Vestiu também as camisas de Chalatenango, Isidro Metapán (onde chegou a fazer um gol durante sua primeira passagem, entre 2004 e 2006), FAS e Once Municipal, regresando ao Firpo em 2011. Pelo Metapán, venceu o torneio Clausura em 2009, o torneio Apertura de 2009 pelo FAS e o Clausura de 2013 pelo Firpo (último título de sua carreira).

## Seleção Salvadorenha
Pela Seleção Salvadorenha, Portillo atuou em 11 jogos - o primeiro foi contra Honduras, em março de 2007. O baixo número de jogos pelos Cuscatlecos foi devido a uma sequência de lesões que atrapalharam o goleiro em sua carreira internacional.
Disputou 3 edições da Copa Ouro da CONCACAF: 2007 (primeira fase), 2011 e 2013 (quartas-de-final).

## Suspensão
Em setembro de 2013, Portillo e outros 13 jogadores da Seleção Salvadorenha foram banidos do futebol após um escândalo de manipulação de resultados.

## Títulos
Isidro Metapán
- Campeonato Salvadorenho: 1 (Clausura 2009)

FAS
- Campeonato Salvadorenho: 1 (Apertura 2009)

Luis Ángel Firpo
- Campeonato Salvadorenho: 1 (Clausura 2013)